# La Bande à Picsou (série télévisée d'animation, 2017)
Pour la série d'animation de 1987, voir La Bande à Picsou (série télévisée d'animation, 1987).
La Bande à Picsou (1987)
La Bande à Picsou (DuckTales) est une série télévisée d'animation américaine développée par Matt Youngberg et Francisco Angones pour Disney Channel et Disney XD. Le pilote, épisode double spécial de 44 minutes, a été mis en ligne le 12 août 2017 puis la diffusion se poursuit depuis le 23 septembre 2017 sur Disney XD.  À partir de 2020, la série est disponible sur le catalogue de Disney+.
Produite par Disney Television Animation, la série est un reboot de la série d'animation du même nom de 1987, avec un ton humoristique voire auto-parodique très affirmé. Elle est dès ses débuts acclamée par la critique, qui loue le mélange d'irrévérence et de fidélité à l'esprit de la série originale.
En France, la série a été diffusée du 3 décembre 2017 au 30 avril 2020 sur Disney XD mais le premier épisode est diffusé depuis le 1er décembre 2017 sur Disney Channel. Elle est aussi diffusée à partir du 22 octobre 2018 sur France 3. Au Québec, la série est diffusée depuis le 31 mars 2018 dans XD Zone sur La Chaîne Disney.
La série s'est conclue avec le final de sa troisième saison le 15 mars 2021 aux États-Unis, avec un épisode spécial de 90 minutes.

## Synopsis
Après s'être ignorés pendant 10 ans, Balthazar Picsou se réconcilie avec son neveu Donald Duck qui lui demande de surveiller ses trois neveux Riri, Fifi et Loulou. L'arrivée des trois jeunes canards réveille l'esprit d'aventures du multi-milliardaire qui décide de reprendre ses quêtes de trésors perdus. Pendant ce temps, les trois garçons vont découvrir, avec l'aide de Zaza, la petite-fille de la gouvernante de Picsou, les raisons de la longue dispute entre celui-ci et Donald.

## Distribution
Note : les mentions "Principal", "Récurrent" et "Invité" font référence à l'intervention des interprètes et non des personnages. Ce tableau ne prend pas en compte les apparitions "non parlante" des personnages.
| Personnage                                      | Traduction française                               | Interprète en version originale                         | Interprète en version française,                          | Saison 1   | Saison 2   | Saison 3   |
| ----------------------------------------------- | -------------------------------------------------- | ------------------------------------------------------- | --------------------------------------------------------- | ---------- | ---------- | ---------- |
| Scrooge McDuck                                  | Balthazar Picsou                                   | David Tennant                                           | Jean-Claude Donda                                         | Principal  | Principal  | Principal  |
| Huey Duck                                       | Riri                                               | Danny Pudi                                              | Emmanuel Garijo                                           | Principal  | Principal  | Principal  |
| Dewey Duck                                      | Fifi                                               | Ben Schwartz                                            | Alexis Tomassian                                          | Principal  | Principal  | Principal  |
| Louie Duck                                      | Loulou                                             | Bobby Moynihan                                          | Donald Reignoux                                           | Principal  | Principal  | Principal  |
| Webby Vanderquack                               | Zaza                                               | Kate Micucci                                            | Camille Donda                                             | Principale | Principale | Principale |
| Launchpad McQuack                               | Flagada Jones                                      | Beck Bennett                                            | Jean-Claude Donda                                         | Principal  | Principal  | Principal  |
| Mrs. Beakley                                    | Mamie Baba                                         | Toks Olagundoye                                         | Magali Rosenzweig                                         | Principale | Principale | Principale |
| Donald Duck                                     | Donald Duck                                        | Tony Anselmo Don Cheadle (voix modifiée, S1E23 et S3E2) | Sylvain Caruso Pierre Tessier (voix modifiée S3E2)        | Principal  | Principal  | Principal  |
| Della Duck                                      | Della Duck                                         | Paget Brewster                                          | Delphine Braillon                                         | Invitée    | Récurrente | Principale |
| Flintheart Glomgold                             | Archibald Gripsou                                  | Keith Ferguson                                          | Marc Perez                                                | Récurrent  | Récurrent  | Récurrent  |
| Lena                                            | Lena                                               | Kimiko Glenn                                            | Kelly Marot                                               | Récurrente | Récurrente | Récurrente |
| Gyro Gearloose                                  | Géo Trouvetou                                      | Jim Rash                                                | Vincent Ropion                                            | Récurrent  | Récurrent  | Récurrent  |
| Fenton Crackshell-Cabrera / GizmoDuck           | Gérard Mentor / Robotik                            | Lin-Manuel Miranda                                      | William Coryn                                             | Récurrent  | Récurrent  | Récurrent  |
| Mark Beaks                                      | Mark Beaks                                         | Josh Brener                                             | Fabrice Trojani                                           | Récurrent  | Récurrent  | Récurrent  |
| The Beagle Boys                                 | Les Rapetou                                        | Eric Bauza                                              | Jérôme Pauwels (La Science) Michel Vigné (La Gonflette)   | Récurrents | Récurrents | Invités    |
| Ma Beagle                                       | Ma Rapetou                                         | Margo Martindale                                        | Élisabeth Wiener                                          | Récurrente | Récurrente | Invitée    |
| Roxanne Featherly                               | Roxanne Featherly                                  | Kari Wahlgren                                           | Déborah Perret                                            | Récurrente | Récurrente |            |
| Magica De Spell                                 | Miss Tick                                          | Catherine Tate                                          | Isabelle Desplantes                                       | Récurrente | Invitée    | Invitée    |
| Duckworth                                       | Arsène                                             | David Kaye                                              | Bernard Lanneau                                           | Invité     | Récurrent  | Invité     |
| Johnny et Randy                                 | Johnny et Randy                                    | Keith Ferguson                                          | Michel Vigné                                              | Invités    | Récurrents | Invités    |
| Bradford Buzzard                                | Bradford Buzzard                                   | Marc Evan Jackson                                       | Michel Dodane                                             | Invité     | Invité     | Récurrent  |
| Miss Quackfaster                                | Miss Frappe                                        | Susanne Blakeslee                                       | Nathalie Homs                                             | Invitée    | Récurrente |            |
| Black Heron                                     | Le Héron Noir                                      | April Winchell                                          | Juliette Degenne                                          | Invitée    |            | Récurrente |
| Violet Sabrewing                                | Violette Campyloptère                              | Libe Barer                                              | Olivia Luccioni                                           |            | Récurrente | Récurrente |
| Zan Owlson                                      | Lily Bouillotte                                    | Natasha Rothwell                                        | Marie-Laure Dougnac                                       |            | Récurrente | Invitée    |
| Lieutenant Penumbra                             | Lieutenant Pénombre                                | Julie Bowen                                             | Nathalie Homs                                             |            | Récurrente | Invitée    |
| Lunaris                                         | Lunaris                                            | Lance Reddick                                           | Bernard Lanneau                                           |            | Récurrent  |            |
| Goldie O'Gilt                                   | Goldie O'Gilt                                      | Allison Janney                                          | Brigitte Virtudes                                         | Invitée    | Invitée    | Invitée    |
| Gladstone Gander                                | Gontran Bonheur                                    | Paul F. Tompkins                                        | Jérémy Prévost                                            | Invité     | Invité     | Invité     |
| Ludwig Von Drake                                | Ludwig Von Drake                                   | Corey Burton                                            | Jean-Claude Donda                                         | Invité     | Invité     | Invité     |
| Doofus Drake                                    | Castor Major                                       | John Gemberling                                         | Fabrice Fara                                              | Invité     | Invité     | Invité     |
| Zeus                                            | Zeus                                               | Michael Chiklis                                         | Michel Vigné                                              | Invité     | Invité     | Invité     |
| Storkules                                       | Hercule                                            | Chris Diamantopoulos                                    | Martial Le Minoux                                         | Invité     | Invité     | Invité     |
| Selene                                          | Sélène                                             | Nia Vardalos                                            | Fily Keita                                                | Invitée    | Invitée    | Invitée    |
| Lieutenant María Cabrera                        | Lieutenant María Cabrera                           | Selenis Leyva                                           | Marjorie Frantz                                           | Invitée    | Invitée    | Invitée    |
| Don Karnage                                     | Don Karnage                                        | Jaime Camil                                             | Emmanuel Curtil                                           | Invité     | Invité     | Invité     |
| Jim Starling, l'ancien Darkwing Duck / Negaduck | Jim Starling, l'ancien Myster Mask / Sinister Mask | Jim Cummings                                            | Jérôme Pauwels                                            | Invité     | Invité     |            |
| Fergus McDuck                                   | Fergus McPicsou                                    | Graham McTavish                                         | Christian Desmet                                          | Invité     |            | Invité     |
| Downy McDuck                                    | Édith O'Drake                                      | Ashley Jensen                                           | Évelyne Grandjean                                         | Invitée    |            | Invitée    |
| Gabby McStabberson                              |                                                    | Jennifer Hale                                           | Delphine Braillon                                         | Invitée    |            | Invitée    |
| Falcon Graves                                   | Falcon Graves                                      | Robin Atkin Downes                                      | Adrien Antoine                                            | Invité     |            | Invité     |
| José Carioca                                    | José Carioca                                       | Bernardo de Paula                                       | Guillaume Beaujolais                                      |            | Invité     | Invité     |
| Panchito Pistoles                               | Panchito Pistoles                                  | Arturo del Puerto                                       | Bernard Gabay                                             |            | Invité     | Invité     |
| Drake Mallard, le nouveau Darkwing Duck         | Albert Colvert, le nouveau Myster Mask             | Chris Diamantopoulos                                    | Sébastien Desjours                                        |            | Invité     | Invité     |
| Gandra Dee                                      | Gandra Dee                                         | Jameela Jamil                                           | Barbara Beretta                                           |            | Invitée    | Invitée    |
| John D. Rockerduck                              | Crésus Flairsou                                    | John Hodgman                                            | Matthieu Albertini                                        |            | Invité     | Invité     |
| B.O.Y.D.                                        | B.O.Y.D.                                           | Nicolas Cantu (S2) Noah Baird (S3)                      | Magali Rosenzweig (S2E18 et S3E6) Fabrice Trojani (S3E22) |            | Invité     | Invité     |
| Fethry Duck                                     | Popop Duck                                         | Tom Kenny                                               | Pierre Tessier                                            |            | Invité     | Invité     |
| Briar                                           | Rose                                               | Tara Strong                                             | Fily Keita                                                | Invitée    |            |            |
| Bramble                                         | Ronce                                              | Andrea Libman                                           | Fily Keita                                                | Invitée    |            |            |
| J. Jones                                        | J. Jones                                           | James Adomian                                           | Bruno Magne                                               |            | Invité     |            |
| Faris Djinn                                     | Faris Djinn                                        | Omid Abtahi                                             | Jérémy Prévost                                            |            | Invité     |            |
| Alistair Boorswan                               | Alistair Galotru                                   | Edgar Wright                                            | Tanguy Goasdoué                                           |            | Invité     |            |
| Daisy Duck                                      | Daisy Duck                                         | Tress MacNeille                                         | Sybille Tureau                                            |            |            | Invitée    |
| Goofy                                           | Dingo                                              | Bill Farmer                                             | Emmanuel Curtil                                           |            |            | Invité     |
| The Phantom Blot                                | Le Fantôme Noir                                    | Giancarlo Esposito                                      | Michel Vigné                                              |            |            | Invité     |
| Matilda McDuck                                  | Matilda Picsou                                     | Michelle Gomez                                          | Véronique Desmadryl                                       |            |            | Invitée    |
| Gosalyn Waddlemayer                             | Poussinette Canardstein                            | Stephanie Beatriz                                       | Barbara Beretta                                           |            |            | Invitée    |
| Taurus Bulba                                    |                                                    | James Monroe Iglehart                                   | Xavier Fagnon                                             |            |            | Invité     |
| Frankenstein                                    | Frankenstein                                       | Clancy Brown                                            | Michel Vigné                                              |            |            | Invité     |
| Hazel                                           |                                                    | Selma Blair                                             | Kelly Marot                                               |            |            | Invitée    |
| Ponce de León                                   | Ponce de León                                      | Nestor Carbonell                                        | Pierre Tessier                                            |            |            | Invité     |
| Santa Claus                                     | Le Père Noël                                       | Hugh Bonneville                                         | Bruno Magne                                               |            |            | Invité     |
| Gene The Genie                                  | Johnny le Génie                                    | Jaleel White                                            | Guillaume Beaujolais                                      |            |            | Invité     |
| Rescue Rangers                                  | Les rangers du risque                              | Jeff Bennett                                            |                                                           |            |            | Invités    |
| Steelbeak                                       | Bec d'Acier                                        | Jason Mantzoukas                                        | Xavier Fagnon                                             |            |            | Invité     |
| Pepper                                          | Pepper                                             | Amy Sedaris                                             | Edwige Lemoine                                            |            |            | Invitée    |
| Wereduck                                        |                                                    | Doug Jones                                              | Michel Dodane                                             |            |            | Invité     |
| Nosferatu                                       |                                                    | James Marsters                                          | Marc Perez                                                |            |            | Invité     |
| Kit Cloudkicker                                 | Kit Cloudkicker                                    | Adam Pally                                              | Alexis Victor                                             |            |            | Invité     |
| Molly Cunningham                                | Molly Cunningham                                   | Eliza Coupe                                             | Edwige Lemoine                                            |            |            | Invitée    |
| Poe De Spell                                    | Poe                                                | Martin Freeman                                          | Boris Rehlinger                                           |            |            | Invité     |
| May                                             | Lulu                                               | Riki Lindhome                                           | Adeline Chetail                                           |            |            | Invitée    |
| June                                            | Zizi                                               | Noël Wells                                              | Lou Lévy                                                  |            |            | Invitée    |

## Personnages
- Balthazar Picsou (Scrooge McDuck) : C'est le personnage principal de la série. Il est le canard le plus riche du monde et il a aussi soif d'aventure. Il adore partager ce dernier point avec ses petits neveux Riri, Fifi et Loulou.
- Richard "Riri" Duck (Hubert "Huey" Duck) : Il est l'un des triplés et neveu de Donald. Il est toujours habillé en rouge avec un polo et une casquette. Il est plutôt intelligent et est un fier membre des Castors Juniors.
- Firmin "Fifi" Duck (Dewford Dingus "Dewey" Duck) : Il est l'un des triplés et neveu de Donald. Il est toujours habillé en bleu avec un t-shirt à manches courtes par-dessus un t-shirt à manches longues. Il aime l'aventure comme son oncle et est complice avec Zaza.
- Louis "Loulou" Duck (Llewellyn ''Louie'' Duck) : Il est l'un des triplés et neveu de Donald. Il est toujours habillé en vert avec un sweat à capuche. Il aime l'argent comme Picsou, mais à la différence qu'il préfère le récupérer facilement. Il est le plus diabolique et le plus fainéant des triplés.
- Zaza Vanderquack (Webby Vanderquack) : Petite-fille de la gouvernante du Manoir Picsou, elle aime accompagner Picsou et ses neveux dans leurs aventures. Restée longtemps dans le manoir, elle n'est pas habituée au monde extérieur et est plutôt hyperactive.
- Donald Duck : Neveu de Picsou et oncle de Riri, Fifi et Loulou. Il vit dans un bateau et est à la recherche d'un emploi. Il s'occupe de ses neveux depuis la mystérieuse disparition de leur mère et il en est très protecteur.
- Flagada Jones (Launchpad McQuack) : Il est le chauffeur et le pilote de Picsou. Même s'il sait piloter, il ne sait pas atterrir sans éviter un accident. C'est aussi un grand fan de la série Myster Mask.
- Mamie Baba (Mrs. Beakley) : Elle est la gouvernante du Manoir Picsou et la grand-mère de Zaza. Elle n'est pas seulement douée pour les tâches ménagères, mais est une véritable force de la nature, efficace en toute situation. Elle est très protectrice envers sa petite-fille.
- Della Duck : Nièce de Picsou, sœur de Donald et mère de Riri, Fifi et Loulou. Della est pilote, c'est également une grande aventurière qui retrouve sa famille 10 ans après sa disparition.

## L'univers de la série
Depuis sa création en 2017, le reboot de La Bande à Picsou a mélangé sans effort des personnages aussi bien issus de l'univers de Carl Barks, que de celui de Don Rosa (particulièrement ceux présents dans son arbre généalogique, comme Fergus McPicsou, qui apparait dans la série) ou bien de celui d'autres auteurs moins connus (comme Popop, créé par Dick Kinney et Al Hubbard).
À ces héros de bandes dessinées s'ajoute une gamme de personnages principaux et secondaires issus de la série de 1987. Parmi eux, on comptera Zaza, Flagada Jones ou Robotik, créés spécialement pour la série originelle et dont la présence dans le reboot est alors logique,.
On remarquera également une foule de personnages issus de diverses séries animées des programmes de The Disney Afternoon,. Parmi eux Myster Mask (Darkwing Duck), personnage principal de la série du même nom, occupe une grande place,. On peut noter également la présence de Dingo (Goofy) venu de la série La Bande à Dingo (Goof Troop), ou des héros de Tic et Tac, les rangers du risque (Chip ‘n Dale’s Rescue Rangers), mais également de certains personnages de Super Baloo (TaleSpin),.

## Production

### Conception
Matt Youngberg et Francisco Angones, les créateurs, ont grandi avec la série et ont toujours souhaité développer une version plus moderne de La Bande à Picsou.
En développant la série originale de 1987, le créateur Jynn Magon s'était inspiré des bandes dessinées classiques et très appréciées de Donald Duck et l'Oncle Picsou (Uncle Scrooge), écrites et dessinées par Carl Barks, l'un des dessinateurs les plus influents et les plus aimés de l'histoire de la bande dessinée. Le reboot de 2017 de La Bande à Picsou sur Disney XD, développé par Matt Youngberg et Francisco Angones, a pour but de creuser encore plus profondément dans cette veine, notamment en ajoutant Donald parmi les personnages principaux. De plus, plusieurs plans du générique d'ouverture de la série font directement écho aux images et aux peintures classiques de Barks,.

### Développement
Le projet de série a été annoncé en février 2015 et le pilote, un double épisode spécial de 44 minutes, a été mis en ligne le 12 août 2017. Puis, avant même la première diffusion du pilote, la série a été renouvelée pour une deuxième saison.
Une première saison composée de 21 épisodes a été commandée, ainsi qu'un épisode spécial de 44 minutes additionnel.

### Attribution des rôles vocaux
L'acteur écossais David Tennant, qui interpréta le rôle du Docteur dans Doctor Who de 2005 à 2010, prête sa voix à Picsou dans la version originale.
En mai 2017, Lin-Manuel Miranda est annoncé pour la voix de GizmoDuck (Robotik) ; le personnage a donc été changé en latino-américain pour correspondre à la culture de Lin-Manuel Miranda et par choix de Francisco Angones d'introduire un super-héros d'origine hispanique.
En juin 2017, les nouvelles voix de la série ont été révélées dans une vidéo mise en ligne le 16 décembre 2016 où les comédiens de doublage originaux reprennent a cappella la chanson du générique,,.
Les comédiens français ayant fait le doublage de Riri, Fifi et Loulou dans Couacs en vrac reviennent, à la différence que Charles Pestel est remplacé par Emmanuel Garijo dans le rôle de Riri et que Donald Reignoux a une voix différente. Jean-Claude Donda double de nouveau Picsou comme il le fait depuis le milieu des années 2010 succédant ainsi à Pierre Baton qui le doublait de la fin des années 1990 jusqu'au début des années 2000 et à Philippe Dumat, décédé en 2006 et qui prêtait sa voix à Picsou dans la première série. Jean-Claude Donda reprend également le personnage de Flagada Jones qu'il doublait dans la première série ainsi que celui de Ludwig Von Drake qu'il double depuis 2014 à la suite de la retraite de Roger Carel. Bien que Mickey Mouse soit absent de la série, Laurent Pasquier, sa voix française, double Donald quand il fait parler l'imitation de la tête de Mickey faite de pastèque dans l'épisode Invasion Lunaire! (Moonvasion!). À la suite de la mort de Gérard Rinaldi, c'est Emmanuel Curtil qui a fait la voix de Dingo dans le deuxième épisode de la troisième saison Couacs en vrac! (Quack Pack!).

### Générique
Le générique, écrit par Mark Mueller pour la série de 1987, a été réenregistré et réorchestré, avec Felicia Barton au chant.

## Épisodes
| Saison | Saison | Nb Épisodes | États-Unis      | États-Unis        | France            | France          |
| Saison | Saison | Nb Épisodes | Début           | Fin               | Début             | Fin             |
| ------ | ------ | ----------- | --------------- | ----------------- | ----------------- | --------------- |
|        | 1      | 23          | 12 août 2017    | 18 août 2018      | 1er décembre 2017 | 23 février 2019 |
|        | 2      | 24          | 20 octobre 2018 | 12 septembre 2019 | 8 avril 2019      | 28 octobre 2020 |
|        | 3      | 22          | 4 avril 2020    | 15 mars 2021      | 2 décembre 2020   | 19 mai 2021     |

Épisodes courts
| Titre français | Titre français                 | Titre original                 | Nb Épisodes | Diffusion originale | Diffusion originale |
| Titre français | Titre français                 | Titre original                 | Nb Épisodes | Début               | Fin                 |
| -------------- | ------------------------------ | ------------------------------ | ----------- | ------------------- | ------------------- |
|                | Bienvenue à Canardville        | Welcome to Duckburg!           | 6           | 9 juin 2017         | 16 juin 2017        |
|                | En cours                       | 30 Things                      | 4           | 1er mai 2018        | 4 mai 2018          |
|                | Le piège le plus long du monde | The World's Longest Deathtrap! | 5           | 27 mai 2018         | 24 juin 2018        |
|                | La Fifi Night                  | Dewey Dew-Night!               | 4           | 8 juillet 2018      | 29 juillet 2018     |
|                | En cours                       | Top 4 Favorites                | 5           | 23 juillet 2019     | 25 août 2019        |
|                | En cours                       | Disney Random Rings            | 2           | 29 juin 2020        | 31 janvier 2021     |
|                | En cours                       | Chibi Tiny Tales               | 3           | 26 février 2021     | 14 mars 2021        |
|                | En cours                       | This Duckburg Life             | 7           | 29 mars 2021        | 10 mai 2021         |

## Produits dérivés

### Livres
Livres en bibliothèque verte :
1. La bande à Picsou 01 - Le Trésor de l'Atlantide (Sortie le 30 mai 2018)  (ISBN 9782016271421)
2. La bande à Picsou 02 - La pyramide maudite (Sortie le 22 août 2018)  (ISBN 9782017040217)
3. La bande à Picsou 03 - Le mont Neverrest (Sortie le 10 octobre 2018)  (ISBN 9782017061465)
4. La bande à Picsou 04 - La colère de Zeus (Sortie le 28 novembre 2018)  (ISBN 9782017071815)
5. La bande à Picsou 05 - Enquête au manoir (Sortie le 9 janvier 2019)  (ISBN 9782017072263)
6. La bande à Picsou 06 - Une chance de canard ! (Sortie le 27 mars 2019)  (ISBN 9782017072034)
7. La bande à Picsou 07 - Le secret de Picsou (Sortie le 3 juillet 2019)  (ISBN 9782017089919)

Super Aventure :
1. Le dragon chasseur d'or - Tome 1 (Sortie le 27 juin 2018)  (ISBN 978-2017046127)
2. Le trésor de l'Atlantide - Tome 2 (Sortie le 27 juin 2018)  (ISBN 978-2017046134)
3. Excursion au pays des jeux - Tome 3 (Sortie le 27 juin 2018)  (ISBN 978-2017046141)
4. Un anniversaire chez les Rapetou - Tome 4 (Sortie le 27 juin 2018)  (ISBN 978-2017046219)

Art Book :
Un Art Book publié par Dark Horse Comics et écrit par Kevin Plume, sort le 21 septembre 2022 aux États-Unis, comprenant des dessins de conception et des interviews des réalisateurs et des acteurs des différents épisodes. Il aura également droit à sa version Deluxe avec une version dorée du livre, des interviews supplémentaires et une réplique du sou fétiche de la série animée,.

### Bandes dessinées
Aux États-Unis, une série de bandes dessinées sur l'univers de la Bande à Picsou 2017 a commencé à être publiée à partir du 27 septembre 2017 sous forme de Comic book par IDW Publishing. Ces histoires sont scénarisées par Joe Caramagna, Joey Cavalieri et Steve Behling et dessinées principalement par Luca Usai et Gianfranco Florio.
En France, cette série a commencé à être publiée dans le magazine Super Picsou Géant le 11 octobre 2017 dans le no 202 et la publication s'est terminée dans le no 217 le 21 avril 2020,. Les huit premières histoires ont également été publiées dans le hors-série Super Picsou Géant numéro 1 : La Bande à Picsou avec le premier épisode de la série en format BD. La maison d'édition Glénat a commencé à sortir des recueils de ces histoires le 6 mars 2019 qui s'ont à ce jour composés de 4 volumes.
Bandes Dessinées Edition Glénat :
1. La bande à Picsou - Tome 1 (Sortie le 6 mars 2019)  (ISBN 9782344034989)
2. La bande à Picsou - Tome 2 (Sortie le 21 août 2019)  (ISBN 9782344035573)
3. La bande à Picsou - Tome 3 (Sortie le 10 juin 2020)  (ISBN 9782344041499)
4. La bande à Picsou - Tome 4 (Sortie le 27 janvier 2021)  (ISBN 9782344043943)

### DVD
1. La Bande à Picsou et l'Atlantide : (Épisode Spécial : La Bande à Picsou et l'Atlantide) - no 1 [Sortie le 2 mai 2018]

### Cinéma
Un film nommé La bande à Picsou au cinéma est sorti dans les salles française le 16 mars 2019. Ce métrage de 62 minutes n'est pas une histoire longue conçue pour le grand écran, mais l'assemblage de deux épisodes longs et deux épisodes courts auxquels s'ajoutent de petites scènes interactives créées pour l'occasion,.

## Promotion et diffusion

Logo original de la série d'animation.

Le 10 mars 2017, une bande-annonce est diffusée sur Disney Channel durant la première diffusion du téléfilm Raiponce : Moi, j'ai un rêve.
Le 14 juin 2017, la séquence générique, avec la chanson réenregistrée, est mise en ligne. Le pilote, Woo-oo!, est diffusé le 12 août à midi puis rediffusé en boucle pendant 24 heures. Deux jours plus tard, l'épisode est mis en ligne sur YouTube. Il est rediffusé sur Disney Channel le 17 septembre 2017. La diffusion de la série commence officiellement le 23 septembre 2017, date du 30e anniversaire de la série originale. Un comics est édité par IDW Comics le 27 septembre 2017. Lors du Comic-Con de San Diego de 2017, Disney annonce que Myster Mask, personnage de la série du même nom, apparaîtra dans la série.

## Accueil critique
La série a un taux d'approbation de 100 % sur Rotten Tomatoes. Chris Hayner de IGN donne à l'épisode pilote une note de 8,5/10, retrouvant l'esprit de la série originale mais revu pour un public jeune moderne. Cécile Desbrun de Culturellement Vôtre a quant à elle attribué une note de 3,5/5 au double-épisode d'ouverture de la saison, "Woo-oo!", saluant au passage les références à Carl Barks et le traitement des personnages.

## Distinctions

### Récompenses
| Année | Récompense                     | Catégorie                                                                         | Récipiendaire                                                                 |
| ----- | ------------------------------ | --------------------------------------------------------------------------------- | ----------------------------------------------------------------------------- |
| 2018  | Behind the Voice Actors Awards | Meilleure performance vocale d'ensemble dans une nouvelle série télévisée         | Casting de La Bande à Picsou dans son ensemble                                |
| 2018  | Davey Awards                   | Récompense d'argent pour l'expérience mobile intégrée aux fonctionnalités mobiles | Walt Disney Studios (pour l'épisode interactif Ducktales: Treasure Hunt live) |

### Nominations
| Année | Récompense          | Catégorie                                   | Récipiendaire                                                                                        |
| ----- | ------------------- | ------------------------------------------- | --- |
| 2018  | Daytime Emmy Awards | Meilleur programme spécial d'animation      | Matt Youngberg, Francisco Angones, Suzanna Olson (pour l'épisode La Bande à Picsou et l'Atlantide !) |
| 2019  | Daytime Emmy Awards | Meilleur programme spécial d'animation      | Matt Youngberg, Francisco Angones, Suzanna Olson (pour l'épisode La Guerre des ombres !)             |
| 2019  | Daytime Emmy Awards | Meilleur casting pour une série d'animation | Aaron Drown, Julia Pleasants                                                                         |
| 2019  | Imagen Awards       | Meilleur acteur – Télévision                | Lin-Manuel Miranda                                                                                   |
| 2019  | Imagen Awards       | Meilleur programme d'enfants                | La Bande à Picsou                                                                                    |
| 2021  | GLAAD Media Awards  | Meilleur programme d'enfants                | La Bande à Picsou                                                                                    |